# Mercedes-Benz W208
Mercedes-Benz W208 (eller Mercedes-Benz CLK-klass) är en personbil, tillverkad av den tyska biltillverkaren Mercedes-Benz mellan 1997 och 2003.
Versioner:
| Modell            | Årsmodell | Motor                     | Cylindervolym | Effekt | Bränslesystem                  | Anm.         |
| ----------------- | --------- | ------------------------- | ------------- | ------ | ------------------------------ | ------------ |
| CLK200            | 1997-2000 | M111: 4-cyl radmotor dohc | 1998 cm³      | 136 hk | Bränsleinsprutning             |              |
| CLK200 Kompressor | 1997-2000 | M111: 4-cyl radmotor dohc | 1998 cm³      | 192 hk | Bränsleinsprutning, kompressor | Exportmodell |
| CLK230 Kompressor | 1997-2000 | M111: 4-cyl radmotor dohc | 2295 cm³      | 193 hk | Bränsleinsprutning, kompressor |              |
| CLK320            | 1997-2003 | M112: 6-cyl V-motor ohc   | 3199 cm³      | 218 hk | Bränsleinsprutning             |              |
| CLK430            | 1998-2003 | M113: 8-cyl V-motor ohc   | 4266 cm³      | 279 hk | Bränsleinsprutning             |              |
| CLK55 AMG         | 1999-2002 | M113: 8-cyl V-motor ohc   | 5439 cm³      | 347 hk | Bränsleinsprutning             |              |
| CLK200 Kompressor | 2001-03   | M111: 4-cyl radmotor dohc | 1998 cm³      | 163 hk | Bränsleinsprutning, kompressor |              |
| CLK230 Kompressor | 2001-03   | M111: 4-cyl radmotor dohc | 2295 cm³      | 197 hk | Bränsleinsprutning, kompressor |              |

## Bilder

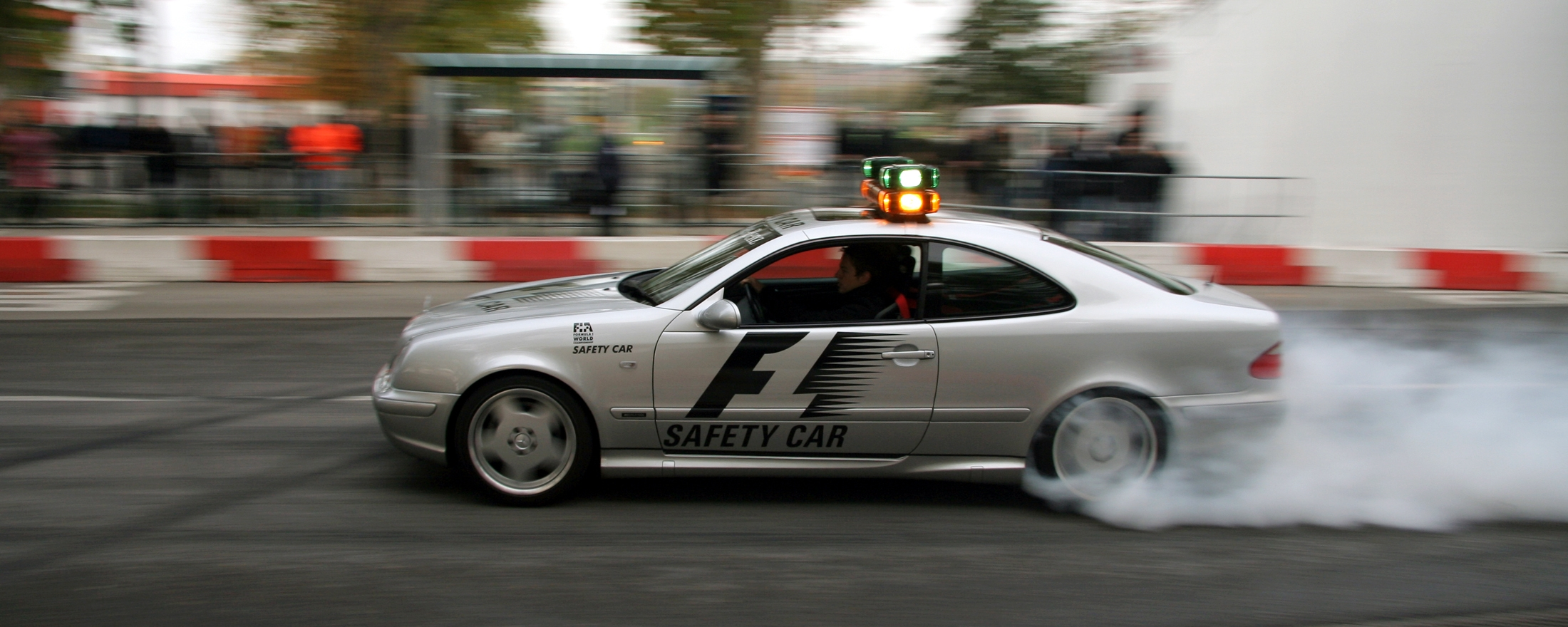
C208 coupé
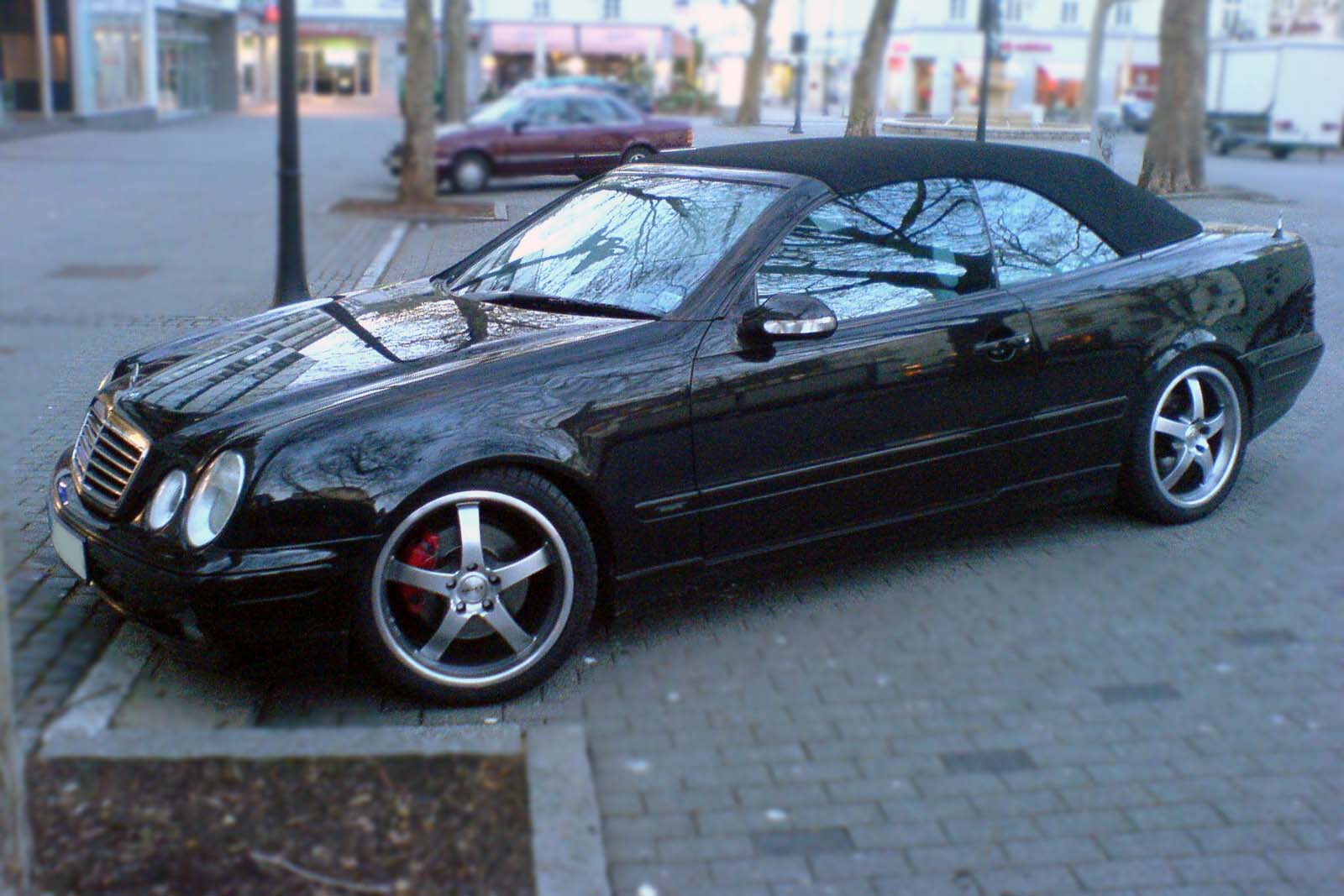
A208 cabriolet